# 종중
종중(宗中)은 공동 선조의 후손 중 성년이면 성별 구분 없이 구성원이 되어 공동 선조의 분묘 수호와 봉제사 및 종중원 상호간의 친목을 목적으로 하는 자연적 종족집단체이다.
종중의 성립에는 특별한 조직 행위나 서면으로 작성된 성문의 규약이 필요한 것은 아니며, 고유한 의미의 종중은 종중이 종중원의 자격을 박탈하거나 종중원이 종중을 탈퇴할 수 없기 때문에 공동 선조의 후손들은 종중을 양분하는 것과 같은 종중 분열을 할 수 없다. 종중 소송에서 그 종중의 대표자에게 적법한 대표권이 있는지 여부는 자백의 대상이 될 수 없다.

### 고유종중
고유 의미의 종중이란, 공동 선조의 분묘 수호와 제사 및 종원 상호 간의 친목 등을 목적으로 하여 형성되는 공동선조의 후손 중 성년인 종원으로 구성되는 자연발생적 종족집단체이다.

### 유사종중
유사종중이란 공동조상의 후손 가운데 일부만을 구성원으로 한 단체, 또는 일부 종중이 통합하여 만든 단체 등이다. 유사종중은 반드시 총회를 열어 성문화된 규약을 만들고 정식의 조직체계를 갖추어야만 비로소 단체로서 성립하는 것이 아니고, 실질적으로 공동의 목적을 달성하기 위하여 공동의 재산을 형성하고 일을 주도하는 사람을 중심으로 계속적으로 사회적인 활동을 하여 온 경우에는, 이미 그 무렵부터 단체로서의 실체가 존재한다고 하여야 한다.

### 공동선조
공동선조를 누구로 하느냐에 따라 종중 안에 무수한 소종중이 있을 수 있으므로, 어느 종중을 특정하고 그 실체를 파악함에는 그 종중의 공동선조가 누구인가가 가장 중요한 기준이 되고, 공동선조를 달리하는 종중은 그 구성원도 달리하는 별개의 실체를 가지는 종중이라고 할 것이다. 따라서 공동선조를 달리하는 종중은 그 구성원도 달리하는 별개의 실체를 가지는 종중이므로 원고가 주장하는 종중의 공동선조를 변경하는 것은 당사자 변경의 결과를 가져오는 것으로서 허용될 수 없다.
- 종중 소유의 재산은 종중원의 총유에 속하는 것이므로 그 관리 및 처분에 관하여 먼저 종중 규약에 정하는 바가 있으면 이에 따라야 하고, 그에 관한 종중 규약이 없으면 종중 총회의 결의에 의하여야 한다. 비록 종중 대표자에 의한 종중재산의 처분이라고 하더라도 그러한 절차를 거치지 아니한 채 한 행위는 무효이다.[7]
- 고유 의미의 종중이란 공동선조의 분묘 수호와 제사, 종원 상호 간 친목 등을 목적으로 하는 자연발생적인 관습상 종족집단체로서 특별한 조직행위를 필요로 하는 것이 아니고, 공동선조의 후손은 그 의사와 관계없이 성년이 되면 당연히 그 구성원(종원)이 되는 것이며 그중 일부 종원을 임의로 그 종원에서 배제할 수 없다.[8]
- 종중재산의 분배에 관한 종중총회의 결의 내용이 현저하게 불공정하거나 선량한 풍속 기타 사회질서에 반하여 사회적 타당성을 결한 경우에 그 결의는 무효이다.[9]

## 같이 보기
- 비법인사단
- 총유
- 대한민국 민법 제58조